# Aleksander Koriatowic
Aleksander (zm. między 30 stycznia 1378 a 1382) – syn księcia Nowogródka Koriata Giedyminowicza, książę włodzimierski, łucki i podolski.

## Życiorys
Aleksander Koriatowic posiadał wołost trembowelską, którą otrzymał od wielkiego księcia Lubarta po 1340. Po zajęciu ziem ruskich przez króla Kazimierza Wielkiego (1340) został jego wasalem. Najprawdopodobniej około 1366 przyjął wyznanie katolickie. W 1366 otrzymał od króla polskiego Kazimierza Wielkiego jako lenno ziemie włodzimierską i łucką. W 1371, po przejęciu władzy w księstwie przez Lubarta Giedyminowica, wraz z bratem Jerzym objął władzę na Podolu. Po śmierci Jerzego Aleksander przejął całkowitą kontrolę nad ziemią podolską. Zgodnie z przekazem latopisów litewsko-ruskich, Aleksander Koriatowic zginął w bitwie z Tatarami. Nie wiadomo, czy był żonaty i czy pozostawił potomstwo.